# Filippo De Pisis
Filippo De Pisis (* 11. Mai 1896 als Luigi Tibertelli in Ferrara, Italien; † 2. April 1956 in Mailand) war ein italienischer Maler.

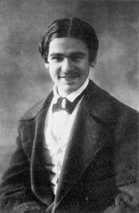
Filippo de Pisis

Luigi Tibertelli nahm den Künstlernamen „Filippo De Pisis“ in Erinnerung an seinen Vorfahren „Filippo da Pisa“ an, der im 15. Jahrhundert als Feldherr gelebt hat.
De Pisis war ein Maler des Novecento Italiano. Er gilt als Vertreter des italienischen Futurismus in der Malerei. Seine Werke haben einen postimpressionistischen und teilweise expressiven Charakter.
Filippo De Pisis arbeitete in seiner Jugend als Dichter und Schriftsteller. Er besuchte die Universität von Bologna und begann dort sich in Künstlerkreisen aufzuhalten. Im Jahr 1917 lernte De Pisis in Ferrara die Künstler Giorgio de Chirico, Carlo Carrà und Alberto Savinio kennen, die zu den Begründern der Metaphysischen Malerei gehören. Von 1920 bis 1925 lebte er in Rom. In dieser Zeit reifte sein Entschluss, Maler zu werden.
1925 zog Filippo De Pisis nach Paris und lebte dort bis zum Jahr 1939. In Frankreich begann De Pisis die französischen Maler des 19. Jahrhunderts und die Impressionisten sowie die zeitgenössische Malerei zu studieren. In Paris malte De Pisis Straßenszenen und seine berühmten Porträts von den Menschen in der Métro, an der Seine und in den Straßen der Altstadt. Seine Porträtierten waren Menschen auf der Straße, Einwanderer und im Untergrund Lebende, Arbeiter und Straßenjungen. Auch emotionalisierte Stillleben gehören zu seinen Bildern in Paris.

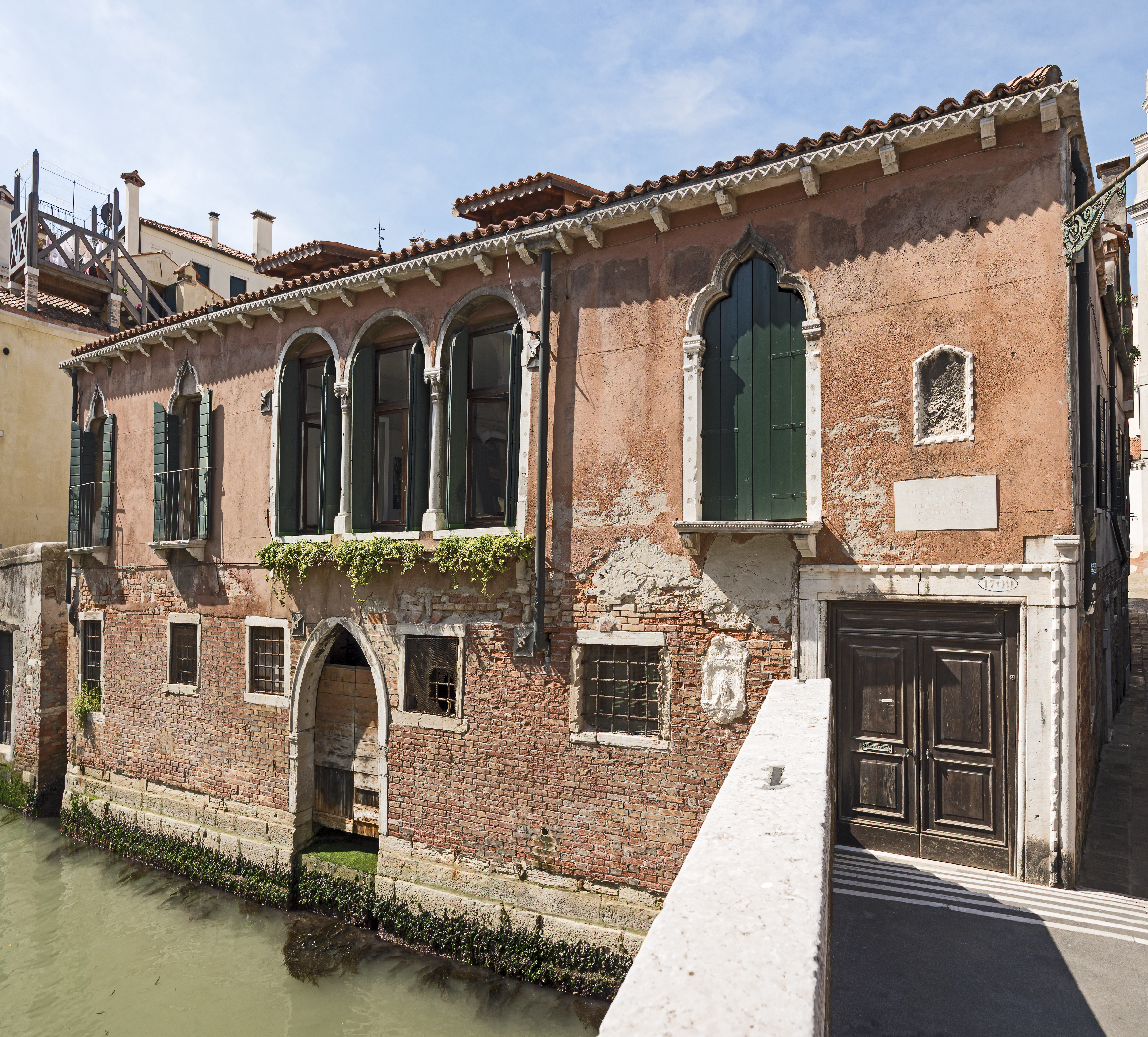
Das Haus von Filippo De Pisis in Venedig von 1943 bis 1949.

1939 kehrte Filippo De Pisis nach Italien zurück und lebte und arbeitete in Mailand und Venedig. Eine chronische Krankheit zwang ihn ab 1948 zu häufigen Aufenthalten in Kliniken. Trotzdem hörte er nicht mit seiner künstlerischen Betätigung auf und schuf noch zahlreiche bemerkenswerte Bilder. 1953 wurde er mit einem Antonio-Feltrinelli-Preis ausgezeichnet. De Pisis war 1955 Teilnehmer der documenta 1 in Kassel. Im Jahr 1964 wurden posthum Arbeiten von ihm auch auf der documenta III gezeigt.
Filippo De Pisis starb am 2. April 1956 in Mailand.